# Adam Żurawin
Adam Żurawin (ur. 1919 w Warszawie, zm. 1992) – polski Żyd, agent Gestapo, jedna z kluczowych postaci sprawy Hotelu Polskiego.

## Życiorys
Był jedenastym z dwanaściorga dzieci w rodzinie Żydów ortodoksyjnych, mieszkał przy ulicy Dzielnej 28. W dzieciństwie uczęszczał do chederu, następnie rodzice przenieśli go do polskiej szkoły publicznej, jego kolegą z klasy miał być Antoni Kolczyński. Podczas nauki w szkole podstawowej wstąpił do Ha-Szomer Ha-Cair. Według własnej relacji w wieku 16 lat został przyjęty do szkoły operowej przy Teatrze Wielkim. Po ukończeniu szkoły pracował jako sprzedawca w fabryce brezentu i płótna przy ulicy Granicznej.
W październiku 1939 roku miał zachorować na tyfus i przebywał w Szpitalu Starozakonnych. Podczas okupacji niemieckiej wraz z bratem Meirem handlował z Polakami, w związku z tym udawał katolika. 7 lipca 1940 wziął ślub z Lizą Krystynfrynd. Od końca 1940 roku utrzymywał kontakt z Gerhardem Stabenowem, bezpośrednim przełożonym Abrahama Gancwajcha, współpracował także z innymi funkcjonariuszami Urzędu do Walki z Lichwą i Spekulacją. Wraz z Wolfem Szymonowiczem miał także „szantażować” Adama Czerniakowa. Na początku 1942 roku wyciągnął z getta swoją żonę, przeprowadził się także do nowego mieszkania, prawdopodobnie w dzielnicy niemieckiej, według kontrwywiadu Armii Krajowej utrzymywał wtedy ożywione kontakty z funkcjonariuszami Gestapo.
W kwietniu 1943 roku otrzymał za pośrednictwem przedstawiciela firmy FIAT paszporty Hondurasu. Współpracował z Leonem Skosowskim, kolaborantem i aspirantem Urzędu do Walki z Lichwą i Spekulacją. Wraz z nim prowadził w Hotelu Polskim sprzedaż południowoamerykańskich dokumentów za duże sumy pieniędzy. W połowie czerwca 1943 roku wyjechał z Warszawy do obozu w Vittel. 16 maja 1944 roku wraz z rodziną trafił do obozu w Drancy, a następnie został wysłany do Auschwitz-Birkenau. Uciekł jednak z transportu w okolicach Katowic. Pomagający mu Polacy mieli go wziąć za polskiego spadochroniarza i z ich pomocą udało mu się dostać do Częstochowy, a następnie do Warszawy, gdzie, mimo wydanego na niego przez ŻOB wyroku śmierci, nawiązał kontakt z podziemiem żydowskim.
Podczas powstania warszawskiego, do 18 sierpnia 1944 roku przebywał w piwnicy budynku przy ulicy Mszczonowskiej, skąd trafił następnie do obozu przejściowego w Pruszkowie. Z Pruszkowa trafił do obozu pracy w Soest, gdzie pracował w fabryce amunicji. Następnie udał się pociągiem do Berlina, zgłosił się tam do Arbeitsamtu i został zatrudniony w fabryce Siemensa, w Berlinie pomagał mu Stabenow i były szef warszawskiej Organizacji Todt – Karl Fischer.
29 kwietnia 1945 roku odnalazł swoją rodzinę w obozie przejściowym w Bourboule, niedługo później wraz z rodziną udał się do Włoch, gdzie pracował jako tłumacz. We wrześniu 1946 roku wyjechał do Hawany, skąd 10 miesięcy później trafił do Nowego Jorku. Został osądzony przez sąd rabinacki, który uniewinnił go z zarzutu kolaboracji z Niemcami. W 1949 roku przed Sądem Społecznym przy Centralnym Komitecie Żydów Polskich przygotowywano jego proces, w którym był oskarżony o zwabianie Żydów do pułapki w Hotelu Polskim.
W Nowym Jorku prowadził fabrykę szczotek – Adams Brush Company. W latach 60. XX wieku założył własną galerię sztuki. Sprawą jego kolaboracji z Niemcami miało zainteresować się Federalne Biuro Śledcze, sprawa została jednak umorzona. Pod koniec życia wydał własne wspomnienia, zmarł w USA w 1992 roku.